# Shotesham St Mary
Shotesham St Mary var en civil parish fram till 1935 när det uppgick i Shotesham, i grevskapet Norfolk, i England. Civil parish var belägen 10 km från Norwich och hade 196 invånare år 1931.